# Gâmbia - Pontes - Alto da Guerra
Gâmbia - Pontes - Alto da Guerra es una freguesia portuguesa del municipio de Setúbal, con 32,87 km² de área y 4 076 habitantes (2001). Con una densidad de 124,0 hab/km2, a freguesia fue fundada el 10 de octubre de 1985, siendo una de las mayores del municipio de Setúbal.

## Composición
El nombre proviene de la composición de tres localidades distintas que la constituyen: Gâmbia, Pontes y Alto da Guerra. Tiene en su composición otros lugares, de los cuales los más principales son: Cotovia, Monte dos Patos, Mourisca, Poço Mouro, Sobralinho y Vale dos Judeus.

## Actividades económicas
La población se dedica fundamentalmente a las labores agrícolas: fundamentalmente plantaciones de legumbres, la pesca, al comercio local y la industria automovilística.
- Datos: Q1878432
- Multimedia: Gâmbia-Pontes-Alto da Guerra / Q1878432